# Бабаджанов, Нурлан Сахиб оглы
Нурлан Сахиб оглы Бабаджанов (азерб. Nurlan Sahib oğlu Babacanov; род. 11 апреля 1992, Гянджа) — азербайджанский парапауэрлифтер, выступающий в весовой категории до 97 кг, бронзовый призёр Кубков мира 2017 и 2019 годов в Эгере и Кубка мира 2021 года в Тбилиси, участник летних Паралимпийских игр 2020 в Токио. Младший брат Нурлана Бабаджанова Али Бабаджанов также является парапауэрлифтером и серебряным призёром Кубка мира 2015 года среди молодёжи.

## Биография
Нурлан Бабаджанов родился 11 апреля 1992 года в семье Сахиба и Флоры Бабаджановых в городе Гянджа. Через четыре года в семье родился второй сын — Али. Как и его младший брат Нурлан с рождения страдает синдромом детского церебрального паралича. По словам Бабаджанова, до семи лет «это была не жизнь», они с братом «просто существовали – как растения». Долгие годы братья не могли ходить. После многочисленных операций Бабаджановы стали учиться ходить с помощью трости. В 2003 году сотрудники организации совместной помощи Азербайджану UAFA, которые вели благотворительную миссию по всем регионам Азербайджана, встретили Бабаджановых в Гяндже. Родителям мальчиков предложили комплекс оздоровительных процедур и те согласились.
Пауэрлифтингом Нурлан Бабаджанов начал заниматься в 2010 году по настоянию своего тренера Натига Алиева. Алиева братья называют своим спасителем. Изначально Натиг Алиев занимался с мальчиками исключительно по оздоровительной программе. Позднее он заметил, что братья отличаются от остальных своей физической силой. Они, по словам тренера, «с лёгкостью могли осилить вес, с которым тренировались профессиональные спортсмены». Алиев решил записать братьев в спортивную секцию по пауэрлифтингу, поскольку сам являлся мастером спорта по тяжёлой атлетике. Позднее братья даже выступали на чемпионате Азербайджана по пауэрлифтингу среди здоровых.
Спустя некоторое время Натиг Алиев обращается по поводу Бабаджановых в Национальный паралимпийский комитет Азербайджана. С тех пор Бабаджановы выступают в составе паралимпийской сборной и становятся чемпионами почти во всех республиканских первенствах. И Нурлан и Али даже установили рекорд страны.
В мае 2017 года Нурлан Бабаджанов выступил на своём первом международном турнире, Кубке мира в венгерском городе Эгер, на котором занял третье место и выиграл бронзу. Бабаджанов на этом Кубке мира также выиграл лицензию на чемпионат мира в Мехико. Здесь он выступал в категории до 88 кг и с результатом 175 кг занял 13 место.
В мае 2018 года Бабаджанов занял 4-е место на чемпионате Европы во французском городе Берк-сюр-Мер, подняв 197 кг. В октябре этого же года на чемпионате Азербайджана по парапауэрлифтингу Бабаджанов занял первое место.
В апреле 2019 года Нурлан Бабаджанов в весовой категории до 97 кг завоевал бронзовую медаль на Кубке мира в Эгере, подняв 195 кг. В мае 2021 года на Кубке мира в Тбилиси Бабаджанов показал результат 190 кг и занял третье место. В июле 2919 года Бабаджанов с результатом 198 кг занял 12-е место на чемпионате мира в Нур-Султане.
В начале июля 2021 года Нурлан Бабаджанов благодаря рейтинговым очкам завоевал лицензию на летние Паралимпийские игры 2020 в Токио. На самих Играх Бабаджанов в первой попытке поднял 185 кг, но затем не сумел поднять 195 кг и 204 кг и занял в результате седьмое место.
В ноябре 2021 года на чемпионате мира в Тбилиси Нурлан Бабаджанов с результатом 187 кг зянал 10-е место.